# Hamry nad Sázavou
Hamry nad Sázavou település Csehországban, a Žďár nad Sázavou-i járásban. Hamry nad Sázavou Žďár nad Sázavou, Matějov, Sázava és Budeč településekkel határos. Lakosainak száma 1594 fő (2024. január 1.).

## Népesség
A település lakosságának változását az alábbi diagram mutatja:
| Lakosok száma | 844  | 825  | 743  | 760  | 1191 | 1212 | 1551 | 1582 | 1608 | 1594 |
|               | 1869 | 1890 | 1921 | 1950 | 1980 | 2001 | 2017 | 2019 | 2022 | 2024 |